# Gerona (Uruguai)
Gerona és una entitat de població i un suburbi del municipi de Pan de Azúcar, al departament de Maldonado, sud de l'Uruguai. Es troba 2,5 km a l'oest del centre i a la mateixa distància respecte a la Ruta Interbalneària.

## Població
Segons les dades del cens de 2004, Gerona tenia una població aproximada de 506 habitants.
| Any  | Població |
| ---- | -------- |
| 1975 | 329      |
| 1985 | 408      |
| 1996 | 459      |
| 2004 | 506      |